# Astragalus terrestris
Astragalus terrestris är en ärtväxtart som beskrevs av Siro Kitamura. Astragalus terrestris ingår i släktet vedlar, och familjen ärtväxter. Inga underarter finns listade i Catalogue of Life.